# Xavier Mignot
Xavier Mignot (Francia, 27 de enero de 1994) es un jugador profesional francés de rugby que se desempeña en la posición de wing derecho en el New Orleans Gold, equipo perteneciente a la Major League Rugby.

## Carrera
Mignot es un jugador de formación francesa (JIFF). Comenzó su carrera deportiva con el equipo Club Sportif Bourgoin-Jallieu, en el cual jugó una temporada, después pasó a Football Club de Grenoble Rugby durante tres temporadas, y por último en Francia el Lyon Olympique.
En 2025, después de 8 años, Mignot dejó el Lyon Olympique para fichar por el equipo estadounidense, el New Orleans Gold de la Major League Rugby.